# اولگا مازیچنکو
اولگا مازیچنکو (انگلیسی: Olga Maznichenko؛ زادهٔ ۲۴ ژوئیهٔ ۱۹۹۱) بازیکن بسکتبال اهل اوکراین است.